# Кэмпбелл, Билли
Уильям Оливер Кэмпбелл (англ. William Oliver Campbell, род. 7 июля 1959, Шарлотсвилл, США) — американский актёр кино и телевидения. Он получил признание за роль Люка Фуллера в телесериале «Династия». Стал известен благодаря ролям Рика Саммлера в телесериале «Опять и снова», детектива Джоуи Инделли в телесериале «Криминальные истории», Джордана Коллиера в сериале «4400» и доктора Джона Филдинга в мини-сериале «Городские истории». Среди его наиболее известных фильмов — «Ракетчик», «Дракула» и «С меня хватит!». Он также сыграл Даррена Ричмонда в телесериале «Убийство».

## Ранние годы
Билли Кэмпбелл родился в Шарлотсвилле, штат Виргиния. Он посещал военную академию Форк Юнион и среднюю школу Западного Олбемарла. Его родители развелись, когда ему было два года.

## Карьера
После появления в эпизоде популярного сериала 1980-х годов «Семейные узы» первой заметной ролью Кэмпбелла стала роль Люка Фуллера в телесериале «Династия». Затем он получил роль детектива Джоуи Инделли в телесериале «Криминальные истории». Кэмпбелл стал первым претендентом на роль Уильяма Райкера в фильме «Звёздный путь: Следующее поколение», но в итоге роль перешла
к Джонатану Фрейксу. Кэмпбелл появился в качестве приглашенной звезды во втором сезоне телесериала «Возмутительный Окона».
В 1991 году он сыграл главную роль в фильме «Ракетчик», а затем Квинси Морриса в фильме «Дракула». В 1993 году он снялся в детективном сериале «Луна над Майами» и получил роль доктора Джона Филдинга в телесериале «Городские сказки».
В 1999 году Кэмпбелл сыграл роль Рика Саммлера в сериале «Опять и снова». Сериал шёл три сезона, в течение этого времени Кэмпбелл получил номинацию на премию «Золотой глобус» за лучшую мужскую роль. Затем он долгое время играл роль Джордана Коллиера в научно-фантастическом сериале «4400», который транслировался в течение четырёх сезонов в период с 2004 по 2007 год. В 2005 году Билл сыграл Картера Бакли	в сериале «Одинокие сердца».
После фильма «С меня хватит!», в котором Кэмпбелл сыграл жестокого мужа героини Дженнифер Лопес, он получил роль серийного убийцы Теда Банди в фильме «Незнакомец рядом со мной». Затем он сыграл в эпизоде сериала «Закон и порядок: Специальный корпус», а также в сериале «Акула». В 2010 году Кэмпбелл снялся в сериале «Мелроуз Плейс». После этого он сыграл заметную роль в сериале «Убийство», американском ремейке одноимённого датского сериала.
В 2012 году Кэмпбелл сыграл строгого, но доброго отца в независимом фильме Fat Kid Rules the World. В 2000 году он вошёл в список «50 самых красивых людей в мире» по версии журнала People. В 2013 году Кэмпбелл сыграл Авраама Линкольна в телевизионной адаптации National Geographic книги Билла О’Рейли и Мартина Дугарда «Убийство Линкольна».
С 2017 по 2020 год он снимался в канадском телевизионном драматическом сериале «Кардинал», за который получил премию Canadian Screen Award за лучшую мужскую роль в телесериале в 2018 году, в 2019 году и в 2020 году.

## Личная жизнь
К концу съемок фильма 1991 года «Ракетчик» 31-летний Кэмпбелл был влюблен в 20-летнюю коллегу по фильму, Дженнифер Коннелли. Они состояли в отношениях в течение пяти лет, расстались в 1996 году.
В настоящее время он женат на норвежке, у них есть ребёнок, они живут на ферме её семьи в Ригге в Норвегии .
Кэмпбелл имеет статус постоянного жителя в Канаде, у него есть квартира в Ванкувере, Британская Колумбия.

## Избранная фильмография
| Год       |    | Русское название                                        | Оригинальное название             | Роль                                               |
| --------- | -- | ------------------------------------------------------- | --------------------------------- | -------------------------------------------------- |
| 1984      | с  | Семейные узы                                            | Family Ties                       | Лайл                                               |
| 1984—1985 | с  | Династия                                                | Dynasty                           | Люк Фуллер                                         |
| 1985      | с  | Отель                                                   | Hotel                             | Ник Десмонд                                        |
| 1986—1988 | с  | Криминальные истории                                    | Crime Story                       | детектив Джоуи Инделли                             |
| 1988      | с  | Звёздный путь: Следующее поколение                      | Star Trek: The Next Generation    | капитан Тадиун Окона                               |
| 1991      | ф  | Ракетчик                                                | The Rocketeer                     | Клифф Сикорд                                       |
| 1992      | ф  | Дракула                                                 | Bram Stoker’s Dracula             | Куинси Моррис                                      |
| 1993      | ф  | Ночь, в которую мы с тобой так никогда и не встретились | The Night We Never Met            | Шеп                                                |
| 1993      | ф  | Геттисберг                                              | Gettysburg                        | лейтенант Питцер                                   |
| 1998      | с  | Фрейзер                                                 | Frasier                           | доктор Клинт Уэббер                                |
| 1999—2002 | с  | Опять и снова                                           | Once and Again                    | Рик Саммлер                                        |
| 2002      | ф  | С меня хватит                                           | Enough!                           | Митч Хиллер                                        |
| 2003      | ф  | Боги и генералы                                         | Gods and Generals                 | генерал Джордж Пикетт                              |
| 2003      | с  | Практика                                                | The Practice                      | Том Бартос                                         |
| 2004      | с  | Закон и порядок: Специальный корпус                     | Law & Order: Special Victims Unit | Рон Поликофф                                       |
| 2004—2007 | с  | 4400                                                    | The 4400                          | Джордан Коллиер                                    |
| 2005      | с  | Одинокие сердца                                         | The O.C.                          | Картер Бакли                                       |
| 2007—2008 | с  | Акула                                                   | Shark                             | Уэйн Каллисон                                      |
| 2008      | ф  | Город призраков                                         | Ghost Town                        | Ричард                                             |
| 2009      | с  | Эврика                                                  | Eureka                            | доктор Брюс Манлиус                                |
| 2010      | с  | Мелроуз-Плейс                                           | Melrose Place                     | Бен Бринкли                                        |
| 2011—2014 | с  | Убийство                                                | The Killing                       | Даррен Ричмонд                                     |
| 2014      | ф  | Писака                                                  | The Scribbler                     | Синклер                                            |
| 2014—2015 | с  | Спираль                                                 | Helix                             | доктор Алан Фаррагут                               |
| 2017      | с  | Модус                                                   | Modus                             | Дейл Тайлер                                        |
| 2017—2020 | с  | Кардинал                                                | Cardinal                          | детектив Джон Кардинал                             |
| 2019—2020 | с  | Ракетчик                                                | The Rocketeer                     | Дэйв Сикорд                                        |
| 2021—2023 | с  | Нераскрытое дело                                        | Something Undone                  | пастор Кейп                                        |
| 2022      | с  | Оружейник                                               | Ammo                              | Билли Эдвардс                                      |
| 2022—2024 | мс | Звёздный путь: Протозвезда                              | Star Trek: Prodigy                | капитан Тадиун Окона                               |
| 2022      | ф  | Тролль                                                  | Troll                             | доктор Дэвид Сикорд                                |
| 2022      | ф  | Битва при Нарвике: Первое поражение Гитлера             | Narvik                            | британский консул Джордж Луис Даунолл Гиббс (Росс) |
| 2023      | с  | ФБР                                                     | FBI                               | детектив Джек Ломбардо                             |
| 2024      | с  | Мистер и миссис Смит                                    | Mr. & Mrs. Smith                  | Паркер Мартин                                      |
|           | ф  |                                                         | Breaking Code                     | лейтенант Фиск                                     |